# Produtor fonográfico
O produtor fonográfico é o responsável por promover a primeira fixação de uma obra musical em um fonograma, assim como por financiar tal ato. O produtor fonográfico não se confunde com o produtor musical. Enquanto este refere-se ao profissional que presta auxilio aos compositores, músicos e intérpretes durante a gravação, aquele, como acima destacado, é o responsável pelo produto da gravação, ou seja, o fonograma. O produtor musical não é titular de direitos conexos e, portanto, não é identificado no cadastro do fonograma.

## Histórico
O reconhecimento de direitos conexos ao de autor, no âmbito internacional, aos produtores fonográficos, se deve à Convenção de Roma, que elegeu, ainda, outras categorias importantes à proteção decorrente dos direitos conexos de autor, a exemplo dos intérpretes, músicos executantes e organizações de radiodifusão. A ratificação da Convenção de Roma no Brasil ocorreu por meio da promulgação da Lei n. 4.944/66 e do Decreto 61.123/67.

## Direitos
Os direitos conferidos exclusivamente aos produtores fonográficos estão dispostos no artigo 93 da Lei nº 9.610/1998 e compreendem a:
(I) reprodução - em formatos físicos (CDs, Discos de Vinil, fitas etc), por exemplo, ou em plataformas digitais;
(II) a distribuição, isto é, a venda ou locação dos exemplares do fonograma;
(III) direitos de execução pública; e
(IV) e quaisquer outras modalidades de exploração existentes ou que venham a ser inventadas.
A titularidade dos direitos conexos ao de autor pode ser exercida tanto por uma pessoa natural ou por uma pessoa jurídica.

## Cadastro de fonogramas -International Standard Recording Code(ISRC)
O produtor fonográfico é responsável por cadastrar o fonograma junto a uma das Associações de Direitos Autorais que compõem o ECAD e, em decorrência deste cadastro, é gerado o International Standard Recording Code (ISRC). Este cadastro é importante para garantir o recebimento dos direitos de execução pública e de reprodução correlatos ao fonograma.
Quando há execução pública ou reprodução dos fonogramas - espécies de direito patrimonial de autor - , o produtor fonográfico tem direito - desde que, como acima mencionado, devidamente cadastrado o fonograma e gerado o ISRC - ao recebimento de percentuais sobre a arrecadação desses direitos. Em relação à execução pública, o percentual é de 41,7% do 1/3 destinado aos direitos conexos. Já em relação aos direitos de reprodução nas plataformas de streaming, o percentual é de 58%.